# Station Kashiwara
Station Kashiwara  (柏原駅,  Kashiwara-eki) is een spoorwegstation in de Japanse stad Kashiwara. Het wordt aangedaan door de Yamatoji-lijn (JR West) en de Dōmyōji-lijn (Kintetsu). Het station heeft vijf sporen: vier sporen aan twee eilandperrons en een passeerspoor. 

 
In tegenstelling tot de meeste stations die door meerdere spoorwegmaatschappijen worden gebruikt, worden de perrons gedeeld.

## Treindienst

### JR WestenKintetsu
| 1   | ■ Dōmyōji-lijn  | richting Dōmyōji                    |
| 2   | ■ Yamatoji-lijn | richting Tennōji, JR Namba en Ōsaka |
| 3,4 | ■ Yamatoji-lijn | richting Ōji en Nara                |

## Geschiedenis
Het station van werd in 1889 geopend. Sinds 1898 maakt Kintetsu gebruik van het station. 

## Overig openbaar vervoer
Er bevindt zich een bushalte nabij het station. Er vertrekken bussen van Kintetsu.

## Stationsomgeving
- Station Katashimo aan de Ōsaka-lijn
- Azeria Kashiwara (winkelcentrum)
- Nagase-rivier
- Kansai Urban Bank
- FamilyMart

(Kansai-lijn<<) Kamo · Kizu · Narayama · Nara · Kōriyama · Yamato-Koizumi · Hōryūji · Ōji · Sangō · Kawachi-Katakami · Takaida · Kashiwara · Shiki · Yao · Kyūhōji · Kami · Hirano · Tōbu-Shijō-mae · Tennōji · Shin-Imamiya · Imamiya (>>Osaka-ringlijn) · JR Namba